# Szatmárnémeti nemzetközi repülőtér
A Szatmárnémeti nemzetközi repülőtér (IATA: SUJ, ICAO: LRSM) Románia egyik nemzetközi repülőtere, amely Szatmárnémeti közelében található. Éves utasforgalma 70 206 fő (2024).

## Története
A Szatmár Megyei Tanács 2023–2024-ben európai uniós támogatással, 88 millió eurós költséggel felújíttatta és kibővíttette a repülőteret. Új, 6584 négyzetméteres, három szintes terminálépület épült. Kibővítették és újraaszfaltozták a futópályát, valamint az üzemeltetéshez új gépjárműveket vásároltak.

## Légitársaságok és úticélok
| Légitársaság      | Célállomások                 |
| ----------------- | ---------------------------- |
| Corendon Airlines | Szezonális charter: Antalya  |
| Jasmin Airways    | Szezonális charter: Monastir |
| TAROM             | Bukarest                     |
| Wizz Air          | London–Luton                 |

## Futópályák
A repülőtér futópályái:
- 01/19 (2500 m, 45 m, aszfalt)

## Forgalom
Az utasforgalom az elmúlt években az alábbi módon változott:
| Utasok száma | 7298 | 18 859 | 19 289 | 16 192 | 17 148 | 60 615 | 84 171 | 25 547 | 60 568 | 70 206 |
|              | 2008 | 2010   | 2012   | 2013   | 2015   | 2017   | 2019   | 2020   | 2022   | 2024   |